# Виразка діабетичної стопи
Виразка діабетичної стопи (ВДС) — це пошкодження шкіри, а іноді й більш глибоких тканин стопи, що призводить до утворення рани. Вважається, що пошкодження утворюється внаслідок ненормального тиску або механічного навантаження на стопу, зазвичай із супутніми станами, такими як периферична сенсорна нейропатія, периферична моторна нейропатія, вегетативна нейропатія або захворювання периферичних артерій.  Це основне ускладнення цукрового діабету, а також різновид хровоби діабетичної стопи. Можливі вторинні ускладнення виразки, такі як інфекція шкіри або підшкірної клітковини, інфекція кісток, гангрена або сепсис, що часто призводить до ампутації. 
Ключовою особливістю загоєння ран є поступове відновлення втраченого позаклітинного матриксу (ECM), найбільшого компонента дермального шару шкіри.  Однак у деяких випадках фізіологічні порушення або розлади - в даному випадку цукровий діабет - перешкоджають процесу загоєння. У діабетичних ранах запальна фаза процесу загоєння подовжується, затримуючи утворення зрілої грануляційної тканини та знижуючи міцність рани на розрив. 
Лікування ВДС включає контроль рівня цукру в крові, видалення мертвої тканини, накладання пов’язок  та усунення тиску за допомогою таких методів, як повний контактний гіпс. Хірургічне втручання в деяких випадках може покращити результати.  Гіпербарична киснева терапія також може допомогти, але коштує дорого. 
У 34% людей з діабетом протягом життя розвивається ВДС, а 84% усіх ампутацій нижньої частини гомілки, пов’язаних із діабетом, пов’язані з виразками. 

## Фактори ризику
Факторами ризику, пов’язаними з розвитком виразки діабетичної стопи, є інфекція, літній вік,  діабетична нейропатія,  захворювання периферичних судин, куріння, поганий глікемічний контроль, попередні виразки стопи  або ампутації  та закупорка дрібних і великих кровоносних судин.   Захворювання стопи в анамнезі, деформації стопи, які викликають аномально високі сили тиску, мозолі в місцях тиску  ниркова недостатність, набряки, порушення здатності доглядати за собою (наприклад, порушення зору) є додатковими факторами ризику діабетичної виразки стопи.  
У людей з цукровим діабетом часто розвивається нейропатія через низку метаболічних і нервово-судинних факторів. Периферична нейропатія викликає втрату болю або відчуття в пальцях ніг, стопах, ногах і руках через пошкодження дистального нерва та слабкий кровотік. Вегетативна нейропатія викликає судомоторну дисфункцію та сухість шкіри. Пухирі та виразки можуть з’являтися на онімілих ділянках стоп і ніг, таких як плюснефалангові суглоби та область п’яти, в результаті тиску або травми, які можуть залишитися непоміченими і з часом стати воротами для проникнення інфекції.

## Патофізіологія

### Позаклітинний матрикс
Позаклітинний матрикс (або «ECM» від англ. extracellular matrix) — це зовнішній структурний каркас, до якого прикріплюються клітини багатоклітинних організмів. Дерма лежить під епідермісом, і ці два шари спільно відомі як шкіра. Дерма - це в основному комбінація фібробластів, що ростуть у цій матриці. Конкретні види ECM сполучної тканини часто відрізняються за хімічним складом, але колаген зазвичай утворює основну частину структури.
Завдяки взаємодії клітини з її позаклітинним матриксом (що передається через закріплюючі молекули, класифіковані як інтегрини) утворюється безперервний зв’язок між внутрішнім шаром клітини, клітинною мембраною та її компонентами позаклітинного матриксу, що допомагає керувати різними клітинними подіями в регульований спосіб.  Загоєння рани – це локальна подія, що включає реакцію клітин на отримане пошкодження.
Клітини розщеплюють пошкоджений ECM і замінюють його, зазвичай у більшій кількості, як реакція на пошкодження. Процес активується,  клітинами, які реагують на фрагменти пошкодженого ECM, і відновлення відбувається шляхом повторного збирання матриці. Через це позаклітинний матрикс часто розглядають як «диригента симфонії загоєння ран».  У фазі запалення нейтрофіли та макрофаги рекрутують і активують фібробласти, які в наступній фазі грануляції мігрують у рану, утворюючи новий колаген підтипів I і III.
На початкових стадіях загоєння ран у грануляційній тканині переважає колаген III, який пізніше у фазі ремоделювання замінюється колагеном I, що забезпечує додаткову міцність на розрив тканини, що загоюється.   Відомо, що міцність на розтягування в основному зумовлена фібрилярним розташуванням молекул колагену, які самостійно збираються в мікрофібрили поздовжнім, а також поперечним способом, утворюючи додаткову міцність і стабільність колагенового вузла.   Відомо, що метаболічно змінений колаген є дуже негнучким і схильним до руйнування, особливо в зонах тиску. Фібронектин є основним глікопротеїном, який секретується фібробластами під час початкового синтезу білків позаклітинного матриксу. Він виконує важливі функції, будучи хіміоатрактантом для макрофагів, фібробластів і ендотеліальних клітин.
Базальна мембрана, яка відокремлює епідерміс від дермального шару, і ендотеліальна базальна мембрана в основному містить колаген IV, який утворює пласку структуру і зв’язується з іншими молекулами позаклітинного матриксу, такими як ламінін і протеоглікани. Крім колагену IV, епідермальна і ендотеліальна базальна мембрана також містить ламінін, перлекан і нідоген.   Гіалуронова кислота, чистий глікозаміноглікановий компонент, міститься у великих кількостях у пошкоджених або зростаючих тканинах. Він стимулює вироблення цитокінів макрофагами і таким чином сприяє ангіогенезу. У нормальній шкірі протеоглікан хондроїтину сульфату в основному міститься в базальній мембрані, але в ранах, що загоюються, він регулюється в грануляційній тканині, особливо протягом другого тижня відновлення рани, де вони забезпечують тимчасову матрицю з високою гідратаційною здатністю.  Очевидно, що зв'язування факторів росту є важливою роллю перлекану в загоєнні ран і ангіогенезі. Погане загоєння ран при цукровому діабеті може бути пов’язане з експресією перлекану. Високий рівень глюкози може зменшити експресію перлекану в деяких клітинах, ймовірно, через транскрипційні та посттранскрипційні модифікації. 

### Змінений обмін речовин
Цукровий діабет є метаболічним розладом, і, отже, дефекти, що спостерігаються при загоєнні діабетичних ран, вважаються результатом зміненого метаболізму білка та ліпідів і, отже, аномального утворення грануляційної тканини.  Підвищення рівня глюкози в організмі призводить до неконтрольованого ковалентного зв’язку альдозних цукрів із білком або ліпідом без будь-яких нормальних ферментів глікозилювання.  Потім ці стабільні продукти накопичуються на поверхні клітинних мембран, структурних білків і циркулюючих білків. Ці продукти називаються стабільними кінцевими продуктами глікації (AGE) або продуктами Амадорі. Утворення AGE відбувається на білках позаклітинного матриксу з повільною швидкістю обміну. AGE змінюють властивості матричних білків, таких як колаген, вітронектин і ламінін через міжмолекулярні ковалентні зв’язки AGE-AGE або перехресне зшивання.    Зшивання AGE на колагені I типу та еластині призводить до збільшення жорсткості. Також відомо, що AGE посилюють синтез колагену типу III, який утворює грануляційну тканину. AGE на ламініні призводять до зниження зв’язування з колагеном типу IV у базальній мембрані, зменшення подовження полімеру та зменшення зв’язування протеоглікану гепарансульфату. 
Порушення синтезу NO
Оксид азоту відомий як важливий стимулятор клітинної проліферації, дозрівання та диференціювання. Оксид азоту збільшує проліферацію фібробластів і, таким чином, вироблення колагену під час загоєння ран. Крім того, L- аргінін і оксид азоту необхідні для належного перехресного зв’язування колагенових волокон через пролін, щоб мінімізувати утворення рубців і максимально збільшити міцність на розрив загоєної тканини.  Специфічна синтаза оксиду азоту ендотеліальних клітин (EcNOS) активується пульсуючим потоком крові через судини. Оксид азоту, що виробляється EcNOS, підтримує діаметр кровоносних судин і правильний приплив крові до тканин. На додаток до цього, оксид азоту також регулює ангіогенез, який відіграє важливу роль у загоєнні ран. 
Пацієнти з діабетом виявляють знижену здатність генерувати оксид азоту з L- аргініну. Причини, які постулюються в літературі, включають накопичення інгібіторів синтази оксиду азоту через дисфункцію нирок, пов’язану з високим вмістом глюкози, і знижене виробництво синтази оксиду азоту внаслідок кетоацидозу, що спостерігається у пацієнтів з діабетом, і рН-залежну природу синтази оксиду азоту.  
Структурно-функціональні зміни фібробластів
Фібробласти діабетичної виразки демонструють різні морфологічні відмінності порівняно з фібробластами контрольної групи відповідного віку. Фібробласти діабетичної виразки зазвичай великі та широко поширені в культурі порівняно з веретеноподібною морфологією фібробластів у контрольній групі відповідного віку. Вони часто мають розширений ендоплазматичний ретикулум, численні везикулярні тільця та відсутність мікротубулярної структури при трансмісійній електронній мікроскопії. Отже, інтерпретація цих спостережень полягає в тому, що, незважаючи на високу продукцію білка та його оборот у фібробластах діабетичної виразки, везикули, що містять секреторні білки, не можуть рухатися вздовж мікротрубочок, щоб вивільнити продукти назовні.   Фібробласти з діабетичної виразки виявляють проліферативне порушення, яке, ймовірно, сприяє зниженню виробництва протеїнів позаклітинного матриксу та уповільненому скороченню рани та погіршенню загоєння ран. 
Підвищення активності матриксних металопротеїназ (ММП).
Для того, щоб рана зажила, позаклітинний матрикс не тільки повинен бути закладений, але також повинен мати можливість піддаватися деградації та ремоделюванню для формування зрілої тканини з відповідною міцністю на розрив.  Відомо, що протеази, а саме матричні металопротеїнази, руйнують майже всі компоненти позаклітинного матриксу. Відомо, що вони беруть участь у міграції фібробластів і кератиноцитів, реорганізації тканин, запаленні та ремоделюванні пошкодженої тканини.   Відомо, що завдяки стійко високим концентраціям прозапальних цитокінів у діабетичних виразках активність ММП збільшується в 30 разів порівняно з гострою раною.  MMП-2 і MMП-9 демонструють стійку надекспресію в хронічних діабетичних виразках, що не загоюють.   Баланс активності ММП зазвичай досягається тканинним інгібітором металопротеїназ (ТІМП). Замість абсолютних концентрацій будь-якого з двох, саме співвідношення ММП і ТІМП підтримує протеолітичний баланс, і це співвідношення, як виявлено, порушується при діабетичній виразці.   Незважаючи на ці відкриття, точний механізм, відповідальний за підвищення активності ММП при цукровому діабеті, ще невідомий. Одна з гіпотез розглядає трансформуючий фактор росту бета (TGF-β) як активного гравця. Більшість генів MMП мають TGF-β інгібіторний елемент у своїх промоторних областях, і, таким чином, TGF-β регулює експресію як MMП, так і їх інгібітора TIMП.  На додаток до важливості міжклітинних і клітинно-матриксних взаємодій, усі фази загоєння ран контролюються великою кількістю різних факторів росту та цитокінів. Зокрема, фактори росту сприяють переходу ранньої фази запалення на формування грануляційної тканини. У діабетичних виразках виявлено зменшення факторів росту, відповідальних за відновлення тканин, таких як TGF-β. Таким чином, знижені рівні TGFβ у випадках діабету знижують ефект інгібіторного регуляторного впливу на гени MMП і, таким чином, спричиняють їх надмірну експресію.   

### Біомеханіка
Ускладнення при діабетичній стопі є ширшими та деструктивнішими, ніж очікувалося, і можуть поставити під загрозу структуру та функцію кількох систем: судинної, нервової, соматосенсорної та кістково-м’язової. Таким чином, глибше розуміння зміни ходи та біомеханіки стопи при діабетичній стопі становить великий інтерес і може зіграти роль у плануванні та початку профілактичних, а також терапевтичних заходів.
Коротко вплив цукрового діабету на основні структури стопно-гомілкового комплексу можна підсумувати так:
- вплив на шкіру: шкіра і м’які тканини безпосередньо під шкірою зазнають більшого компресійного та зсувного навантажень, ніж зазвичай, що пояснює початок пошкодження тканин. Крім того, шкіра діабетичної стопи втрачає вегетативний нервовий контроль і, як наслідок, знижується гідратація, що робить її менш еластичною і, таким чином, більш вразливою до дії підвищеного механічного впливу;
- вплив на сухожилля та зв’язки: глікозилювання білка та викликані ним аномалії колагену призводять до тобто потовщення сухожиль та зв’язок та більшого коефіцієнта еластичності. Особливо страждають від цього процесу підошовна фасція та ахіллове сухожилля. Обидві причини призводять до збільшення жорсткості цих структур;
- вплив на хрящ: подібно до того, що відбувається з сухожиллями та зв’язками, хрящ також змінює свій склад головним чином через модифікацію колагенових волокон. Це збільшує його жорсткість і зменшує діапазон рухів у всіх суглобах стопи та гомілковостопного суглоба.
- вплив на м'язи: цукровий діабет викликає серйозне пошкодження нервової провідності, таким чином спричиняючи погіршення управління відповідними м'язовими волокнами. Як наслідок, як у внутрішніх, так і у зовнішніх м’язах стопно-гомілкового комплексу пошкоджуються і структура (зменшення об’єму м’язів), і функція (зменшення м’язової сили);
- вплив на периферичну сенсорну систему: порушення нервової провідності має драматичний вплив на периферичну сенсорну систему, оскільки призводить до втрати захисного відчуття підошвою стопи. Це наражає діабетичну стопу на термічні або механічні травми, а також на пізнє виявлення інфекційних процесів або розпаду тканин;
- вплив на морфологію стопи (деформації): через більшість вищевказаних змін у стопі виникає значний дисбаланс периферичної мускулатури та м’яких тканин, що серйозно змінює її морфологію та визначає початок деформації стопи. Найпоширеніші деформації діабетичної стопи представлені високим поздовжнім склепінням (ригідна порожниста стопа), молоткоподібними пальцями та вальгусною деформацією. Зовсім інша морфологічна дегенерація представлена нейропатичною артропатією, аналіз якої не є частиною цього обговорення. [34] [35] [36] [37] [38]

## Діагностика
Оцінка виразки діабетичної стопи включає виявлення факторів ризику, таких як діабетична периферична нейропатія і виключення інших причин периферичної нейропатії, таких як алкоголізм та травми хребта.  ВДС часто неправильно діагностуються у пацієнтів з невиявленими злоякісними новоутвореннями шкіри, з особливо високим ризиком у літніх пацієнтів.  
Необхідно враховувати розташування виразки, її розмір, форму, глибину, а також те, чи є тканина гранулюючою чи вологою. Додаткові міркування включають наявність неприємного запаху, стан краю рани, стан кістки при пальпації та утворення пазухи. Необхідно враховувати такі ознаки інфекції, як наявність сірого або жовтого кольору тканини, гнійні виділення, неприємний запах, пазухи, підірвані краї та оголення кістки або сухожилля. 

### Класифікація
Виразка діабетичної стопи є ускладненням цукрового діабету. Вони класифікуються як нейропатичні, нейроішемічні або ішемічні. 
Лікарі також використовують шкалу Вагнера для опису тяжкості виразки. Мета шкали Вагнера — дозволити фахівцям краще контролювати та лікувати ВДС. Ця система оцінки класифікує ВДС за допомогою шкали від 0 до 5.
Шкала Вагнера від 0 до 5:
- 0. Виразки стопи немає, але є високий ризик її розвитку.
- 1. Поверхнева виразка охоплює всю товщину шкіри, але ще не зачіпає підлеглі тканини.
- 2. Глибока виразка проникає під поверхню шкіри, аж до зв’язок і м’язів. Абсцесу чи ураження кістки ще немає.
- 3. Глибока виразка виникає при запаленні підшкірної сполучної тканини або абсцесі. Може включати інфекції м’язів, сухожиль, суглобів та/або кісток.
- 4. Тканина навколо виразки (обмежена пальцями ніг і передньою частиною стопи) почала розкладатися. Цей стан називається гангреною.
- 5. Гангрена поширилася далеко за ділянку виразки.

## Профілактика

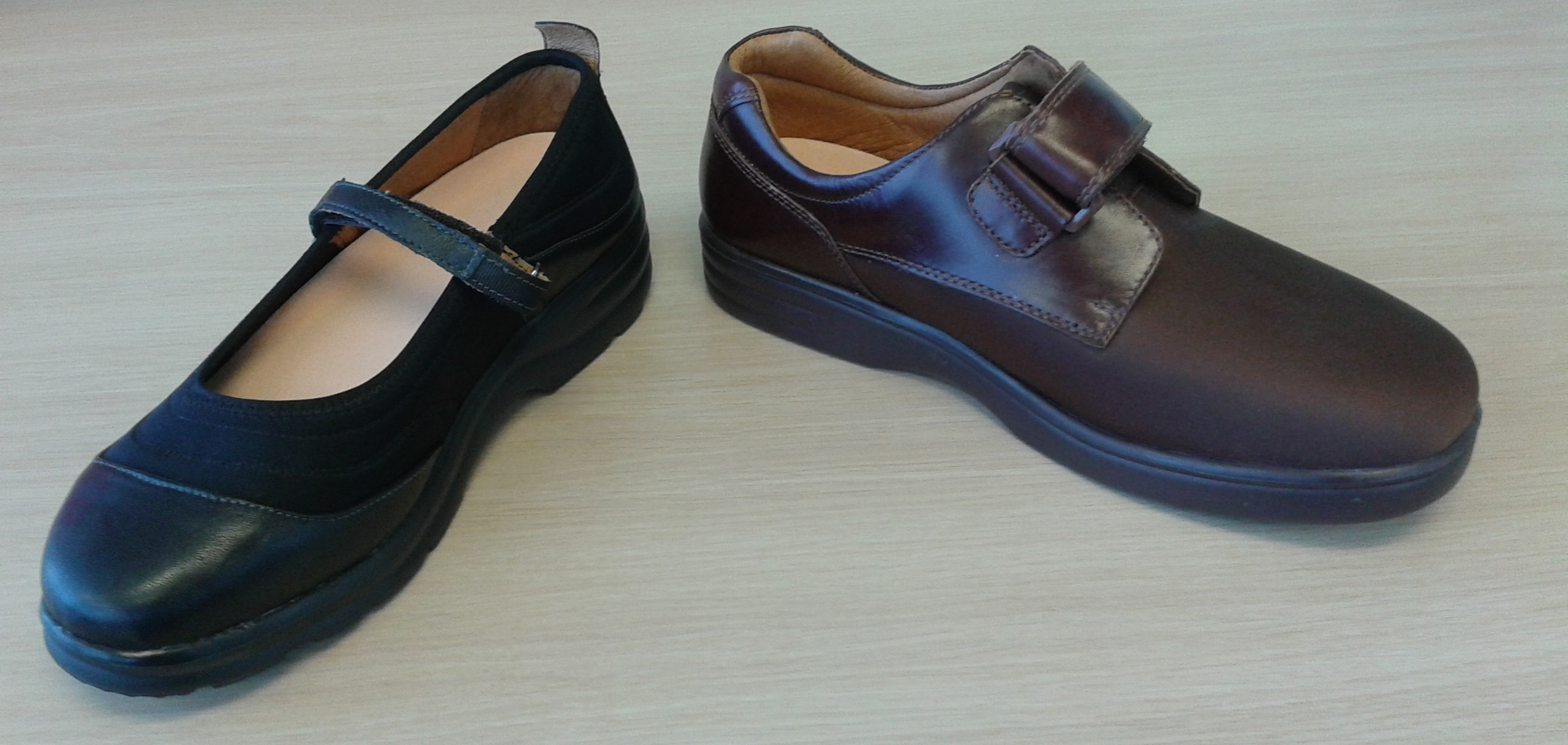
Діабетичне взуття має застібки -липучки для зручності надягання та зняття.

Кроки для запобігання ВДС включають часті огляди подолога та міждисциплінарної команди спеціалістів,  належну гігієну ніг, діабетичні шкарпетки  та взуття, а також уникнення травм. Навчання щодо догляду за ногами в поєднанні з посиленим наглядом може зменшити частоту серйозних уражень стопи. 
Немає високоякісних досліджень, які б оцінювали комплексне втручання поєднання двох або більше профілактичних стратегій для запобігання ВДС. 

### Моніторинг і прогнозування
Людям із втратою чутливості стоп слід щодня їх оглядати, щоб переконатися, що на них не почали розвиватися рани.  
Звичайним методом для цього є використання спеціального термометра для пошуку на стопі ділянок з високою температурою, що вказує на можливість розвитку виразки.  У той же час немає вагомих наукових доказів ефективності домашнього моніторингу температури ніг. 
Поточна настанова у Сполученому Королівстві рекомендує збирати 8-10 індикаторів для прогнозування розвитку виразок стопи.  Простіший метод, запропонований дослідниками, забезпечує більш детальну оцінку ризику на основі трьох індикаторів (нечутливість, пульс стопи, попередня історія виразки або ампутації). Цей метод не призначений для заміни регулярної перевірки власних ноги, а доповнює її.  

### Взуття
Взуття, устілки та шкарпетки для діабетиків — це персоналізовані продукти, які зменшують тиск на стопу, щоб запобігти утворенню виразок.  Доказів щодо використання спеціального взуття для лікування виразок на стопі недостатньо , але їх ефективність для профілактики добре доведена.    Конструктивними особливостями взуття, які ефективно знижують тиск, є опори для склепіння стопи, м’які вирізи навколо точок, які можуть бути пошкоджені, і амортизація на підошві стопи. Технологія вимірювання тиску у взутті рекомендована при проектуванні діабетичного взуття.  
Людям із втратою чутливості в ногах не слід ходити босоніж, а завжди використовувати відповідне взуття.

## Лікування
Виразки стопи при цукровому діабеті потребують залучення міждисциплінарної команди, яка може включати лікаря первинної медичної допомоги, медсестру-спеціаліста з діабету, медсестру з життєздатності тканин,  подологів, судинних хірургів, спеціалістів з діабету та хірургів.  Контроль глікемії може сповільнити прогресування захворювання.  Якщо є підозра на остеомієліт стопи, але це не підтверджено на рентгенівському знімку, необхідно зробити МРТ.  У тих, хто має високу ймовірність остеомієліту, поєднання рентгена та можливості зондування кістки може надійно діагностувати остеомієліт без потреби у більш складних візуалізаціях.  Біопсія кістки з посівом є золотим стандартом діагностики остеомієліту. 
Що стосується інфікованих виразок стопи, то наявність мікроорганізмів сама по собі недостатня для визначення наявності інфекції. Також мають бути присутні ознаки інфекції, такі як почервоніння, нагноєння, флюктуація, набряк, жар або виділення. Найпоширенішим збудником інфекції є стафілокок.  Лікування включає санацію, відповідні пов’язки, лікування захворювання периферичних артерій та відповідне застосування антибіотиків  (проти синьогнійної палички, стафілококів, стрептококів та анаеробних штамів), а також артеріальну реваскуляризацію, якщо необхідно.

### Антибіотики
Тривалість курсу антибіотиків залежить від тяжкості інфекції та від того, чи є інфекція кісток, але може коливатися від 1 до 6 тижнів або більше. Сучасні рекомендації полягають у тому, що антибіотики застосовують лише за наявності ознак інфекції та продовжують до тих пір, поки не буде доказів того, що інфекція зникла, замість доказів загоєння виразки. Вибір антибіотика залежить від поширених місцевих бактеріальних штамів, які, як відомо, інфікують виразки. Вважається, що мікробіологічні мазки мають обмежену цінність для ідентифікації збудника штаму.  Мікробіологічне дослідження має значення при остеомієліті.  Більшість виразкових інфекцій охоплює кілька мікроорганізмів. 
Дані про безпеку та ефективність місцевих антибіотиків у лікуванні ВДС обмежені. 

### Пов'язки на рани
Існує багато типів пов’язок, які використовуються для лікування ВДС, таких як абсорбуючі наповнювачі, гідрогелеві пов’язки та гідроколоїди.  Немає переконливих доказів того, що при ВДС один тип пов’язки є кращим за інший.  При виборі пов'язок для хронічних ран, що не загоюються, рекомендується враховувати вартість виробу. 
Можливо, гідрогелеві пов’язки показали невелику перевагу над стандартними пов’язками, але якість дослідження ввається недостатньою.   Пов'язки та креми, що містять срібло,  як і альгінатні пов'язки належним чином не вивчені.  Доступні біологічно активні пов’язки, які поєднують властивості гідрогелю та гідроколоїду. Однак необхідні додаткові дослідження щодо ефективності цього варіанту над іншими. 

### Повна контактна іммобілізація
Повна контактна іммобілізація  (ПКІ) — це спеціально розроблений тип іммобілізації, за допомогою системи, яка приймає на себе вагу і знімає навантаження зі стопи у пацієнтів із ВДС. Зменшення тиску на рану шляхом розвантаження стопи виявилося дуже ефективним при лікуванні ВДС. 
Цей метод використовується в США з середини 1960-х років і розглядається багатьма спеціалістами як «еталон» для розвантаження нижньої поверхні (підошви) стопи. 
ПКІ допомагає пацієнтам підтримувати якість життя. Завдяки охопленню стопи пацієнта — включаючи пальці й гомілку — спеціальною конструкцією для перерозподілу ваги та тиску зі стопи на гомілку під час щоденних рухів, пацієнти можуть залишатися мобільними.  Спосіб, у який ПКІ перерозподіляє тиск, захищає рану, дозволяючи пошкодженій тканині регенерувати та заживати.  ПКІ також запобігає обертанню щиколотки під час ходьби, що допомагає запобігти силам зсуву та скручування, які можуть ще більше пошкодити рану. 
Ефективне зняття навантаження є ключовим методом лікування ВДС, особливо у пацієнтів, у яких є пошкодження нервів у стопах (периферична нейропатія). Поряд із лікуванням інфекції та оцінкою стану судин, ПКІ є життєво важливим аспектом для ефективного управління ВДС.  ПКІ є найбільш ефективним і надійним методом для розвантаження ВДС.   
Мета-аналіз, проведений Кокранівським співробітництвом у 2013 році, порівнював ефективність незнімних конструкцій для зниження тиску, таких як гіпсова пов’язка, з використанням терапевтичного взуття, пов’язок, знімних ортезів та хірургічних втручань. Незнімні пристрої для зниження тиску, включаючи незнімні гіпсові пов’язки з компонентом, що подовжує ахіллове сухожилля, виявилися більш ефективними для загоєння виразок стопи, пов’язаних із діабетом, ніж терапевтичне взуття та інші підходи до зменшення тиску. 

### Гіпербарична оксигенація
У 2015 році Кокранівський огляд прийшов до висновку, що для людей з діабетичними виразками стопи гіпербарична киснева терапія знижує ризик ампутації та може покращити загоєння через 6 тижнів.  Однак через рік користі не було, а якість проаналізованих випробувань була недостатньою, щоб зробити переконливі висновки. 

### Терапія ран негативним тиском
Цей метод використовує вакуум для видалення надлишку рідини та дебрису (змертвілої тканини), які зазвичай подовжують запальну фазу загоєння рани. Незважаючи на простий механізм дії, результати досліджень лікування ран негативним тиском були суперечливими. Необхідно провести дослідження для оптимізації параметрів інтенсивності тиску, інтервалів лікування та точного часу початку терапії негативним тиском під час загоєння хронічної рани. 
Існують докази з низьким рівнем достовірності того, що терапія ран негативним тиском покращує загоєння ран при ВДС. 

### Інші методи лікування
Озонотерапія – доступна лише обмежена та неякісна інформація щодо ефективності озонотерапії для лікування виразок стоп у людей з діабетом. 
Фактори росту - існують деякі низькоякісні докази того, що фактори росту можуть збільшити ймовірність повного загоєння ВДС. 
Безперервна дифузія кисню (CDO) - CDO безперервно доставляє кисень до оклюзованого, вологого місця рани зі малою швидкістю потоку 3–12 мл/год протягом 24 годин 7 днів на тиждень протягом кількох тижнів або місяців, залежно від стану рани. 
Фототерапія - є дуже слабкі докази того, що цей методи може покращити загоєння.  Немає жодних доказів того, що фототерапія покращує якість життя людей з виразками стопи, викликаними діабетом. 
Пов’язка із сахарозою-октасульфатом, рекомендована Міжнародною робочою групою з діабетичної виразки стопи (IWGDF)  для лікування неінфікованих, нейроішемічних діабетичних виразок стопи, які не демонструють покращення за стандартної схеми лікування 
Аутологічне місцево використання комбінації лейкоцитів, тромбоцитів і фібрину як допоміжне лікування, на додаток до найкращого стандарту лікування, також рекомендовано IWGDF  Докази ефективності вважаються таким, що мають низьку якість. 
Існують обмежені докази ефективності використання гранулоцитарного колонієстимулюючого фактору для прискорення загоєння діабетичної виразки стопи. Однак це може зменшити потребу в хірургічних втручаннях, таких як ампутації та госпіталізація. 
Невідомо, чи є інтенсивний чи звичайний контроль рівня глюкози в крові кращим для загоєння діабетичної виразки стопи. 
Кокранівський систематичний огляд 2020 року оцінив вплив харчових добавок або спеціальних дієт на загоєння виразок на стопі у людей з діабетом. Автори огляду дійшли висновку, що невідомо, чи впливають харчові втручання на загоєння виразки на стопі, і що для відповіді на це питання необхідні додаткові дослідження. 
Трансплантація клаптя шкіри може допомогти покращити загоєння ВДС. 
У систематичному огляді 2021 року було зроблено висновок про відсутність переконливих доказів впливу психологічної терапії на загоєння та рецидив ВДС. 

## Епідеміологія
Приблизно у 34% людей з цукровим діабетом (1-го або 2-го типу) протягом життя з’являється виразка стопи.  Це ускладнення уражає до 18,6 мільйонів людей щороку у всьому світі.  15-20% інфікованих виразок стопи від середнього до тяжкого ступеня зрештою призводять до ампутації, а рівень смертності від діабетичних виразок стопи становить 30% через 5 років із рівнем смертності 70% у тих, хто мав ампутацію вище стопи.  Виразки стопи та ампутації пов'язані зі зниженням якості життя. 
Приблизно 8,8% госпіталізацій хворих на цукровий діабет припадає на проблеми, пов’язані зі стопами, і така госпіталізація триває приблизно на 13 днів довше ніж інші.  Приблизно 58% виразок рецидивують протягом 3 років і до 65% рецидивують протягом 5 років, іноді в іншому місці, ніж вихідна виразка.  Діабетична стопа є основною причиною нетравматичних ампутацій нижніх кінцівок. 

## Дослідження
Терапія стовбуровими клітинами може сприяти загоєнню ВДС.   Вони розвивають власну, характерну мікробіоту. Дослідження характеристики та ідентифікації типів, родів і видів непатогенних бактерій або інших мікроорганізмів, які заселяють ці виразки, можуть допомогти ідентифікувати ту групу мікробіоти, яка сприяє загоєнню. 
Дослідежння в галузі епігенетичних втручань, з особливим акцентом на аберрантній поляризації макрофагів, дають все більше доказів того, що вони можуть відігравати важливу роль у лікуванні ВДС в найближчому майбутньому. 